# Same Old Love
Same Old Love is een nummer van de Amerikaanse zangeres Selena Gomez uit 2015. Het is de tweede single van haar tweede studioalbum Revival.
Het nummer werd vooral in Noord-Amerika een grote hit. Het wist de 5e positie te bemachtigen in de Amerikaanse Billboard Hot 100. In Nederland haalde "Same Old Love" de 1e positie in de Tipparade, terwijl het in Vlaanderen de 5e positie in de Tipparade pakte.